# Tannhäuser (Nestroy)
Tannhäuser ist eine Zukunftsposse mit vergangener Musik und gegenwärtigen Gruppierungen in drei Aufzügen. Die Uraufführung war am 31. Oktober 1857 „zum Vortheile der Witwe Scholz“ am Carltheater in Wien. Das Stück beruht auf der Travestie Tannhäuser und die Prügelei auf der Wartburg von Hermann Wollheim und parodiert die Oper Tannhäuser und der Sängerkrieg auf Wartburg von Richard Wagner.
Ob Johann Nestroy der Autor ist, wurde von den Literaturhistorikern früher eher in Frage gestellt, die neueren Historiker tendieren vorsichtig dazu, ihn als Autor anzuerkennen. Später wurde auch Nestroys Parodie häufig mit dem längeren Titel Wollheims bezeichnet.

## Inhalt
Tannhäuser und Venus sitzen bei einem Galadiner und preisen die Liebe. Doch plötzlich vernimmt Tannhäuser Glockengeläut, Halterblasen und Tierstimmen von oben, er bekommt Heimweh und beschließt, Venus zu verlassen:
„O tönet fort, ihr Heimat-Wonnelieder,
Die ird'sche Kneipe winkt, sie hat mich wieder.“ (Erster Act, zweite Scene)
Als Venus merkt, dass sie ihren Geliebten nicht länger in ihrem Reich halten kann, verflucht sie ihn, doch er flieht. Er landet schlafend in einer Gebirgsgegend, wo der Schafhirt den Dudelsack bläst. Der landgräfliche Männergesangsverein, der von Purzel wegen der Pflege der „Zukunftsmusik“ verbannt worden war, marschiert vorbei. Tannhäuser erwacht und ist über seine mangelhafte Kleidung entsetzt:
„Ich habe kein Koller als dies Schößellose
Und das ist meine einzige Rittersommerhose.“ (Erster Act, vierte Scene)
Er schläft wieder ein, da künden Fanfaren den Landgrafen an. Purzel kommt mit Wolfram, Walter, Fridolin und großem Gefolge, sie singen ein fröhliches Jagdlied. Als Purzel den schlafenden Tannhäuser bemerkt, kommt er ihm sogleich bekannt vor:
„Ihr Freunde, seht, soll sich mein Auge irren,
Hier liegt ein fremder Rittersmann spaziren.
Ich glaube gar, ich kenne diesen Wandrer,
Entweder ist er’s, oder ’s ist ein andrer!“ (Erster Act, fünfte Scene)
Tannhäuser erwacht, weigert sich aber, den Grund seiner langen Abwesenheit zu nennen. Trotzdem freuen sich alle, dass er wieder da ist und gemeinsam brechen sie zur Wartburg auf.
Elisabeth betritt den großen Saal der Wartburg und begrüßt die Gäste. Wolfram führt Tannhäuser herein und gibt ihm zu verstehen, dass auch er Elisabeth in sein Herz geschlossen habe. Doch sein Rivale beruhigt ihn:
„Ich kann ja doch ihr ganzes Herz nicht fassen.
Ich werde dir noch etwas übrig lassen.“ (Zweiter Act, zweite Scene)
Nun bekundet Tannhäuser Elisabeth seine Liebe. Landgraf Purzel besteigt den Thron und befiehlt, den Sängerkrieg zu beginnen. Nachdem Wolfram und Tannhäuser ihre Lieder vorgetragen haben, verplappert sich Letzterer und erzählt von seinem Aufenthalt im Venusberg. Elisabeth kann es nicht fassen und sinkt in Ohnmacht. Von draußen hört man die Männer des Gesangsvereins vorbeiziehen und Purzel befiehlt Tannhäuser, sich der Gruppe anzuschließen und sich erst dann wieder auf der Wartburg blicken zu lassen, wenn er seine Stimme verloren habe:
„Hörst du den Männergesangverein,
Den ich verbannt aus meinen Ländereien?
Mit ihm wirst du fortziehen und nicht mehr wiederkehren,
So lang du einen Ton noch hast, der anzuhören.“ (Zweiter Act, fünfte Scene)
Nach langer Zeit ist der Gesangsverein aus der Fremde zurückgekehrt. Elisabeth hatte gehofft, in seinen Reihen ihren immer noch geliebten Tannhäuser zu erspähen, aber vergebens. Darüber ist sie todtraurig und verkündet Wolfram, dass sie sterben werde:
„Drum geh ich jetzo die Grotte zu betrachten,
Und werde mich daselbst zu Tode schmachten.
Leb‘ wohl, und wart nur einen Augenblick,
Als Leiche kehr ich bald zu dir zurück.“ (Dritter Act, dritte Scene)
Landgraf Purzel kommt heftig schluchzend mit einem riesigen Schnupftuch und verkündet, dass sich Elisabeth „zu Tode lamentiert“ hat. In diesem Moment tritt Tannhäuser taumelnd auf, sein Anzug ist zerlumpt, um seinen Hals baumelt eine große Schnapsflasche. Wolfram sieht die Gestalt auf sich zukommen:
„Ist’s möglich? Kruzi Türken, Crimineser!
Er ist’s! es ist mein Freund Tannheser!“ (Dritter Act, vierte Scene)
Dieser erzählt, dass er viele Tenorpartien an Opernhäusern gesungen habe, aber all seine Bemühungen, seine Stimme dabei zu ruinieren, hätten nicht gefruchtet. Deshalb habe er sich entschlossen, in den Venusberg zurückzukehren. Schon öffnet sich der Eingang zur Grotte, doch da zieht Elisabeths Leichenzug heran. Tannhäuser stürzt laut weinend vor der Bahre nieder und tötet sich selbst. Nun erscheint Venus, die von dieser wahren Liebe überwunden ist und erweckt die beiden wieder zum Leben. Glücklich verkündet der Landgraf Purzel:
„Als Verlobte empfehlen sich, ich als Onkel verkünde die Geschichte,
Heinrich Tannhäuser und Elisabeth bürgerliche Landgrafensnichte.“ (Dritter Act, sechste Scene)

## Autor
Die Autorenschaft Nestroys kann nicht mit völliger Sicherheit festgestellt werden. Die Literaturhistoriker waren früher eher davon überzeugt, er sei es wohl kaum gewesen, erst in neuerer Zeit erfolgte ein Umdenken. Nestroy selbst hat lediglich in einem einzigen Brief (am 22. Januar 1861) das Werk erwähnt, sich dabei jedoch nicht dezidiert als Autor bezeichnet. Das Stück wurde zu seinen Lebzeiten stets anonym aufgeführt.
In Vinzenz Chiavaccis und Ludwig Ganghofers Nestroy-Sammelwerk ist das Stück nicht erwähnt, Otto Rommel hat zwar öfters Nestroy als Autor bezweifelt, das Werk aber dennoch angeführt. Otto Basil sprach sich entschieden gegen Rommels ohnedies zögerliche Aufnahme in dessen Sammelbände aus:
„Die ‚Tannhäuser‘-Parodie […] darf ebensowenig als ein Werk Nestroys gelten wie ‚Zwölf Mädchen in Uniform‘ oder ‚Ein gebildeter Hausknecht‘.“
Für Nestroy spricht laut Peter Branscombe, dass das Nichterwähnen durch ihn selbst damit zu erklären sein könnte, er habe sich als Textbearbeiter eines musikalischen Werkes als nicht so wichtig gesehen, sondern lediglich als Carl Binders Textbearbeiter. Die typisch Nestroyschen Textstellen, vor allem originelle Wortprägungen und sprachliche Feinheiten, sprächen ebenfalls für Nestroy. Die zeitgenössischen Rezensionen kamen nach anfänglich vagen Vermutungen recht bald – nämlich schon drei Tage nach der Premiere – zu der Ansicht, Nestroy sei unbestreitbar der Autor des Stückes, wenn er auch zuerst „nur“ als genialer Interpret der Purzel-Rolle gelobt worden war. Franz H. Mautner ist aus stilistischen Gründen davon überzeugt, ebenso der Philologe Herbert Hunger, der sich mit Nestroys Sprache intensiv beschäftigt hatte. Er nennt einige typische Neologismen, die darauf hinweisen („Philomelerisch/Philomelerer“, „Zukunftshirsch, -schneider, -oper“, „Singsangsieger“, „Slivowitzruine“, u. a.).

## Werksgeschichte
Neun Jahre nach ihrer Dresdner Uraufführung kam Richard Wagners Oper Tannhäuser in Breslau auf die Bühne. Der dort ansässige theaterbegeisterte Arzt Hermann Wollheim beschloss, eine Parodie für eine Vorstellung am Hoftag des Corps Silesia Breslau zu Frankfurt (Oder) zu verfassen. Wollheim war Senior dieser Studentenverbindung. Die Aufführung wurde ein derartig großer Erfolg, dass mehrere Theaterverwaltungen um das Stück anfragten. So ging es schon bald nach seiner Uraufführung in Druck, mit dem Titel Tannhäuser und die Keilerei auf der Wartburg.
In Wien wurde Wagners Oper erstmals am 28. August 1857 gespielt. Nach der Quelle von Wollheims Stück schrieb vermutlich Johann Nestroy für das Carltheater, das er 1854 nach dem Tod des Gründers und Namensgebers Carl Carl selbst als Direktor übernommen hatte, ebenfalls einen Tannhäuser. Da die Zensurakte bereits am 12. September 1857 eingereicht worden waren – 15 Tage nach der Wiener Premiere der Wagner-Oper – dürfte der Autor der Parodie sein Werk offenbar schon vor dieser Premiere auf Grund des ihm vorliegenden Wollheimschen Textes begonnen haben. Die Vorlage kürzte er auf drei Akte, hob sie aus dem studentischen Umfeld heraus und verpflanzte sie von der Breslauer Bier- in die Wiener Weinatmosphäre. Die akademischen Scherze ersetzte er durch Theaterwitze und ließ seinen Kapellmeister Binder eine eigene Musik schreiben.
Die Uraufführung erfolgte am 31. Oktober 1857; Nestroy spielte den Landgraf Purzel, Karl Treumann den Tannhäuser, Alois Grois den Wolfram, Friedrich Hopp den Katafalker, Wilhelm Knaack den Schafhirten. Als zweites Stück des Abends wurde Eine ruhige Partei oder Wie man seinen Zins zahlt von Felix Sternau gegeben. Nach 75 Vorstellungen endete die erste Aufführungsserie am 30. Oktober 1860.
Die Wiederaufnahme im Treumann-Theater fand ab 16. Dezember 1861 mit derselben Besetzung statt. Hier war das Lustspiel Nichte und Tante von Karl August Görner der Vorspann. In diesem Theater erfolgten unter Nestroys Mitwirkung bis zu seinem Tode weitere zehn Vorstellungen.
Ein Theatermanuskript mit dem Titel Tannhäuser / Zukunftsoper mit vergangener Musick und gegenwärtigen Gruppierungen in 3 Acten. Musick von Kapellmeister Carl Binder, Vermerk auf der Titelseite Für das Friedrich Wilhelmstädtsche Theater in Berlin, Carl Binder m.p. ist im Landesarchiv Berlin erhalten.
In der Staatsbibliothek zu Berlin befindet sich eine Partitur, Titel Tannhäuser Parodie in 3 Akten Musik von Carl Binder Capellmeister m.p. Vermerk auf der Titelseite Für das Stadt Theater in Posen Carl Binder m.p. Kapellmeister.
Ein Klavierauszug, Titel Tannhäuser. Opern-Parodie in drei Aufzügen von Johann Nestroy, Musik von Karl Binder. Vollständiger Klavier-Auszug mit Text, Szenenfolge und den Stichwörtern. Herausgegeben von Georg Richard Kruse. Leipzig: Druck und Verlag von Philipp Reclam jun. (ohne Jahresangabe) nennt ausdrücklich Nestroy als Autor des Textes.

## Zeitgenössische Rezeption
Die zeitgenössischen Zeitungsberichte waren meistens positiv.
Der Humorist von Moritz Gottlieb Saphir schrieb schon am 1. November 1857 (Nr. 294, S. 1176), allerdings ziemlich zurückhaltend:
„Da wir heute blos den Erfolg zu berichten haben, so wollen wir die ‚ruhige Partei‘ beiseite lassen und blos berichten, daß der äußere Erfolg im ‚Tannhäuser‘ in den ersten 2 Acten ein entschieden günstiger war. Der dritte Act ist der schwächste. Stück und Musik erheben sich nicht über das Alt-Triviale, Unbedeutende, Lärmende.“
Die Morgen-Post, ebenfalls vom 1. November (Nr. 300), befasste sich besonders mit Carl Binder und seiner gelungenen Parodie von Wagners „Zukunftsmusik“:
„Kapellmeister Binder wußte vom ersten Geigenstrich bis zum letzten Paukenschlage die sogenannte Zukunftsmusik und ihre gelehrte Instrumentierungsweise glücklich und in überraschender Weise zu parodieren und die Wirkung war umso drastischer, je komischer abstechend die eingeflochtenen altbekannten Melodien klangen.“
Im Fremden-Blatt vom selben Tag (Nr. 251) wurde Binders Musik ebenfalls gelobt, ein kurzer Absatz befasste sich auch mit dem Beiprogramm:
„Die Musik von Binder ist das Beste, was wir in diesem Genre gehört; sie webt die ernsten Weisen des Tannhäuser geschickt mit modernen Melodien zusammen und ist besonders die Instrumentation vortrefflich gelungen. […] Als Ausfüllpiece ging der Parodie eine Posse ‚Eine ruhige Partei‘ vorher, die outriert und langweilig ist und wohl bald einem bessern Lückenbüßer Platz machen wird. Das Haus war überfüllt, die Einnahme der Witwe Scholz gewidmet.“
Die Blätter für Musik, Theater und Kunst vom 3. November (Nr. 88, S. 350 f) lüfteten das „offene Geheimnis“ des Autors, der Redakteur nannte hier erstmals Nestroy:
„Der vollständige Sieg, dem (sic!) die Sache errungen, ist Herrn Nestroy sowohl als unternehmendem rastlosthätigen Director wie auch als dem witzig geistreichen Verfasser dieser Parodie, (dessen Anonymität bereits öffentliches Geheimniß geworden) vom Herzen zu gönnen.“
In der Wiener Theaterzeitung von Adolf Bäuerle am 4. November (Nr. 253) wurde dies indirekt angesprochen:
„Bei dieser Gelegenheit können wir nicht umhin nach der sichersten Quelle die Nachricht des Pester Lloyd zu dementiren, die einen hiesigen Schriftsteller den Dr. Max Friedländer zum Autor dieser Tannhäuserparodie machen will.“
Nestroys Autorenschaft nannte die Ost-deutsche Post (Nr. 254) ebenfalls eine gegebene Tatsache, auch die humoristische Zeitschrift Hans-Jörgel von Gumpoldskirchen bestätigte dies.
Auch die zweite Aufführungsserie ab 1861 im Treumann-Theater hatte durchaus positive Kritiken. Das Fremden-Blatt lobte neuerlich Nestroys Spiel als Landgraf Purzel; die Zeitschrift Der Zwischen-Akte schrieb, dass das Kaiserhaus mit dem Herrscher an der Spitze, einigen Ministern und Diplomaten sowie die „Elite der haute finance“ den Abend besucht hätten.

## Spätere Interpretationen
Rommel räumte den beiden Parodien Tannhäuser und Lohengrin (1859) eine Sonderstellung ein, schreibt allerdings hauptsächlich über Wollheims Werk, von dem er angibt, es sei hauptsächlich eine Parodie auf Wagners Musik. Nestroy als Autor stellt er nicht in Frage und führt das Stück auch in seinem Verzeichnis der Nestroyschen Werke an, allerdings sehr kritisch:
„In bequemer Anlehnung an die Vorlage, ganze Partien aushebend und nur durch leichte, aber oft geistreiche Retuschierungen die norddeutsch-schnoddrige Diktion ins Wienerisch-Dramatische umzustilisieren, geschmacklose Weitschweifigkeiten (Abschied der Venus, Sängerkrieg) energisch kürzend, hat Nestroy die ulkige Bieroper, deren Geist der ‚höhere Blödsinn‘ war, in eine echte Parodie umgewandelt, die ihre Spitzen gegen den Begriff der Zukunftsmusik richtet, eine Tendenz, die in der Vorlage fehlt.“
Auch Helmut Ahrens bezeichnet den Tannhäuser als „nicht eigentlich ein Werk Nestroys“, sondern als schlichte Nachbildung eines Spasses von Wollheim. Er erwähnt allerdings den großen Lacherfolg, den die Vorstellungen gehabt hätten.
Otto Forst de Battaglia stellte fest, Nestroys schriftstellerische Tätigkeit der späten Jahre sei arm an dichterisch Wertvollem gewesen. Die Tannhäuser-Parodie sei zwar heute noch lebendig, doch stehe sie weit hinter seinen früheren Werken zurück. Er wetterte besonders gegen
„[…] die bloßen Klangscherze, sinnlose Endreime, die Trennung zusammengesetzter Worte (sie wünschen heuzurathen) […]“
Rio Preisner wertet beide Wagner-Parodien von 1857 und 1859 als „gegen die erste, vorrevolutionäre Phase von Wagners Schaffen“ gerichtet, sie wären also von vornherein als altmodisch-überholt zu sehen.